# Arnold de Bever
Arnold de Bever (* 1509; † 29. November 1557 in Asbeck) aus dem Adelsgeschlecht de Bever war Dompropst im Domkapitel Münster.

## Leben

### Herkunft und Familie
Arnold de Bever entstammte als Sohn des Arnold de Bever zu Langen (Drost zu Bentheim, † 1535) und der Engele von dem Rodenberge († 1526) einem uralten westfälischen Burgmannsgeschlecht.
Er hatte vier Geschwister.

### Wirken
Arnold besaß den Altar in Sankt Antonii in Neuenhaus (Grafschaft Bentheim). Im Jahre 1557 verzichtete er auf den Altar und erhielt dafür im Gegenzug ein Domkanonikat in Münster.
Als Nachfolger Heinrichs von Plettenberg wurde er am 12. Mai 1553 zum Domscholaster gewählt. Der Wilhelm Ketteler bestätigte am 15. November 1554 diese Wahl.
Nachdem Arnold am 5. Mai 1557 zum Dompropst gewählt worden war, verzichtete er auf die Domscholasterei. Der Bischof bestätigte am 28. Juni diese Wahl.
Kurz darauf, am 26. Juli, erhielt er vom Domkapitel das Amt Lüdinghausen sowie das Haus Lüdinghausen.